# Ticu-Colonie
Ticu-Colonie – wieś w Rumunii, w okręgu Kluż, w gminie Aghireșu. W 2011 roku liczyła 195 mieszkańców.